# Jan IV van der Beurze
Jan IV van der Beurze (Brugge, ca. 1360 -  26 maart 1434) was een makelaar-bankier en burgemeester van Brugge.

## Familie
Jan IV van der Beurze behoorde tot de Brugse familie van makelaars, internationale handelaars, en bankiers die haar hoofdzetel had in het 'Huis Ter Buerse'.
Hij was de zoon van Nicolaas III van der Buerse en Margaretha Reubs, dochter uit een vooraanstaande makelaarsfamilie. Hij trouwde met Geertruide Bave (†1443), eveneens uit een belangrijke familie van makelaars en stadsbestuurders.  Na hun dood werden beide echtelingen begraven in het hoogkoor van de Sint-Jacobskerk.
Ze hadden verschillende kinderen, onder wie
- Jacob van der Beurze
- Jan V van der Beurze, raadsheer van Filips de Goede

Jan IV behoorde tot de patriciërs van de stad, die, als ze al niet tot de adel behoorden, op zijn minst adellijk leefden. Zo was hij een van de vijftig medestanders van Jan III van Gruuthuse in het groot toernooi van 1393 waarin gestreden werd tegen Jan van Gistel en de zijnen. Hij behoorde ook zeer waarschijnlijk tot het in 1407 heropgerichte Ridderlijk Gezelschap van de Witte Beer. Zijn grootvader, Jan III van der Beurze, behoorde in 1333 tot de inrichters van ridderlijke toernooien in Brugge.
De maatschappelijke klim belette niet dat Jan van der Beurze voeling bleef houden met zijn beroepsgenoten. In 1401 werd hij deken van de Gilde der makelaars, hoewel hij er voordien wellicht geen lid van was. Wellicht bekleedde hij opnieuw deze hoogste functie in de Gilde in de jaren 1421 en 1429, hoewel dit ook zijn zoon kan geweest zijn.

## Stadsmagistraat
Jan IV doorliep alle stadia van aanwezigheid in het stadsbestuur. Hij werd:
- raadslid in 1385
- hoofdman van het Sint-Niklaassestendeel in 1399 tot 1403
- thesaurier in 1386, 1387, 1389 en 1414
- schepen in 1384, 1388, 1391, 1392, 1393, 1394, 1396, 1397, 1398, 1399, 1404, 1406, 1412 en 1420
- burgemeester van de raadsleden in 1413
- burgemeester van de schepenen in 1395, 1422, 1425 en 1431

## Politieke problemen
Uit de bovenstaande jaartallen kan men opmaken dat Jan van der Beurze een belangrijke en bijna permanente bestuurder van de stad Brugge was, in de diverse functies die hem bijna veertig jaar in de kringen van de gezagdragers deden verkeren.
Die publieke loopbaan kende nochtans een onderbreking van 1407 tot 1412. Door hertog Jan zonder Vrees werden zes stadsbestuurders, onder wie schepen Jan van der Beurze, in maart 1407 van hun functie ontheven, uit Brugge verbannen en hun goederen geconfisqueerd, dit niettegenstaande (of omdat) zij allen seer bemint van het gemeente (waren) en vele voor het welvaeren van de stad gedaen hadden. Men vond nochtans, na enige tijd, dat hen geen schuld trof en alles op valse betichtingen berustte vanwege heren die in hun plaats wilden treden en bij de hertog in het gevlei waren gekomen.
Niets bleef lang duren in deze wisselvallige tijden en vanaf 1412 mochten de ballingen terugkeren en hun eigendommen weer in bezit nemen. Jan van der Beurze werd onmiddellijk weer in het schepenambt hersteld en werd het jaar daarop zelfs burgemeester van de raadsleden, met andere woorden verantwoordelijk voor de orde en tucht in de stad. Zijn vijanden zullen het wel geweten hebben. Hij vervulde nadien nog driemaal het hoogste ambt van burgemeester van de schepenen.